# Daniel Adjei
Pour les articles homonymes, voir Adjei.
Daniel Yaw Adjei, né le 10 novembre 1989, est un footballeur international ghanéen.

## Biographie
Il évolue actuellement dans un club éthiopien de seconde division au poste de gardien de but.
Il a joué son premier match international face à la Lettonie le 5 mai 2010.
Il fait partie des 23 joueurs ghanéens sélectionnés pour participer à la coupe du monde 2010.